# Telma Santos
Telma Santos (n. 1 ago 1983) és una esportista portuguesa que competeix en bàdminton en la categoria individual. Ella va competir per a Portugal en els Jocs Olímpics de 2012. Santos és la neboda de Fernando Silva, un jugador de bàdminton que també va representar a Portugal als Jocs Olímpics de 1992.